# Chiesa di San Silvestro (Mendrisio)
La chiesa parrocchiale di San Silvestro è un edificio religioso che si trova a Mendrisio, nel quartiere di Meride, sulla cima della collina sovrastante il paese.

## Storia
La costruzione viene citata per la prima volta in documenti storici risalenti al 1483, anno in cui diviene parrocchiale. Nel 1599 venne eretto il porticato che corre lungo tutto il lato sud; le colonne del porticato poggiano su capitelli di epoca medievale.

## Descrizione
La chiesa si presenta con una pianta a 3 navate, così trasformata all'inizio del XVI secolo. Sulle pareti è presente un affresco del XV secolo raffigurante il mese di gennaio, probabilmente parte di un più ampio ciclo dedicato ai 12 mesi dell'anno e che è andato perduto. La copertura è realizzata a crociera. Il coro è a pianta rettangolare e ospita dipinti di Francesco Antonio Giorgioli: si tratta di un ciclo di affreschi realizzato nel 1690 e relativo alla vita del santo a cui la chiesa è dedicata. All'interno della chiesa trova posto anche un pulpito del 1595.
Nel retro della chiesa troviamo il campanile. Questo sostiene 3 campane datate 1763 e fuse dalla fonderia di Michele Comerio. Queste sono in tonalità La3, Si3, Do#4 e sono manuali. Sul campanile troviamo una tastiera per suonare ad allegria che viene usata regolarmente per le varie feste, come quella di San Silvestro del 31 dicembre, o per la Madonna del Rosario.